# Parc des Expositions de Villepinte

Logo des Parc des Expositions de Villepinte

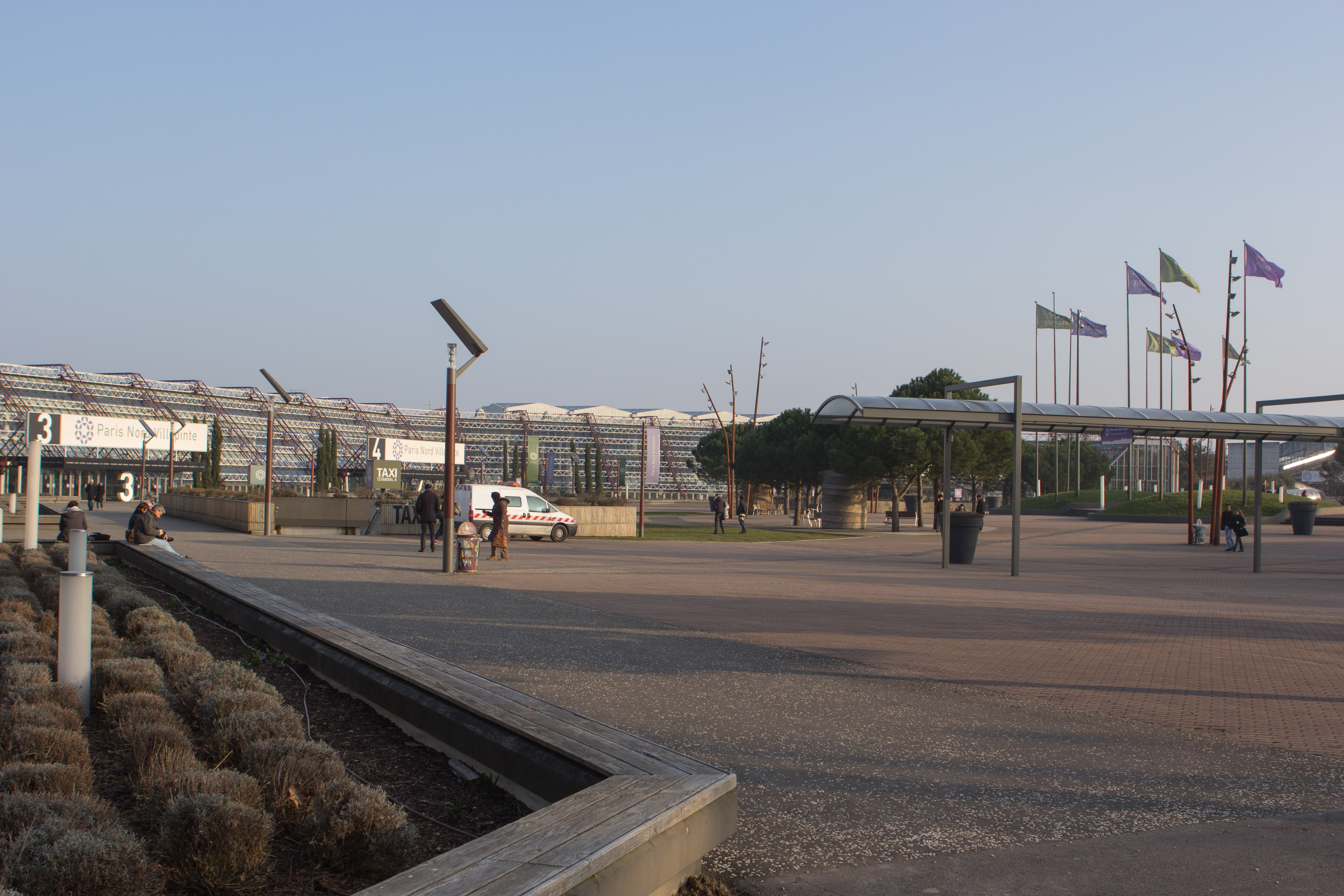
Messegelände

Der Parc des Expositions de Villepinte ist ein im Dezember 1982 eröffnetes Messegelände in der französischen Gemeinde Villepinte. Das Gelände verfügt über eine Fläche von 135 Hektar.
Das Messegelände verfügt über 9 Hallen und eine Ausstellungsfläche von insgesamt 242.200 Quadratmetern. 
Während der Olympischen Sommerspiele 2024 in Paris diente die Messehalle 8 als Wettkampfstätte für die Vorrundenkämpfe im Boxen und für das Fechten im Modernen Fünfkampf. Bei den Sommer-Paralympics 2024 finden die Spiele im Sitzvolleyball in der Halle statt. Während dieser Veranstaltungen trägt die Halle den Namen Arena Paris Nord und bietet bis zu 6000 Zuschauern Platz.

## Liste der Ausstellungshallen
Das Messegelände gliedert sich in neun Ausstellungshallen:
- Halle 1: 16.500 m²
- Halle 2: 16.500 m²
- Halle 3: 19.300 m²
- Halle 4: 19.300 m²
- Halle 5A: 47.900 m²
- Halle 5B: 26.600 m²
- Halle 6: 45.500 m²
- Halle 7: 35.500 m²
- Halle 8: 15.000 m²